# Laurenz Zellweger

Laurenz Zellweger – J. G. Koch: Öl auf Leinwand, 1747

Laurenz Zellweger (* 2. August 1692 in Trogen; † 14. Mai 1764 in Trogen) war ein Schweizer Aufklärer, Arzt und Mitbegründer der Helvetischen Gesellschaft.

## Leben und Wirken

### Familie
Laurenz Zellweger wurde in eine protestantische Familie von Textilkaufleuten hineingeboren. Sein Familienzweig war in den 1580er Jahren, zur Zeit der Gegenreformation und am Vorabend der Landteilung, von Appenzell nach Trogen ausgewandert. Der Immigrantenfamilie war es gelungen, seit der zweiten Hälfte des 17. Jahrhunderts eine wichtige politische Stellung und wirtschaftliche Bedeutung im Stand Appenzell Ausserrhoden zu erlangen. Mit Ausnahme weniger Jahre sassen von 1668 bis 1732 immer zwei Zellweger, der eine aus der Trogner-Linie, der andere aus Teufen, in den hohen Landesämtern. Zudem verschwägerten sich beide Zellweger-Linien mit der Familie Tanner von Herisau, einem führenden Geschlecht des Appenzeller Hinterlandes. Die Zellweger und Tanner hatten bedeutenden Einfluss auf die Entwicklung Ausserrhodens, denn ihre hohen politischen Ämter brachten eine grosse Machtfülle mit sich. Mit dem sich einstellenden wirtschaftlichen Erfolg wurde diese Machtstellung noch weiter gefestigt.
Für den ökonomischen Aufstieg der Zellweger von Trogen legte Laurenz Zellwegers Grossvater, Conrad Zellweger-Rechsteiner (1630–1705), den Grundstein. Er eröffnete 1667 in Trogen eine Leinwandschau. Bis dahin hatten die zahlreichen, meist auf dem Land lebenden Weber ihre Erzeugnisse in die benachbarte Stadt St. Gallen zur Leinwandschau bringen müssen. Dort wurden sie allerdings vom Verkauf und von der weiteren Verarbeitung der Stoffe ausgeschlossen. Mit der Eröffnung der Leinwandschau in Trogen konnte dieser Handel nun ohne sanktgallische Zunftordnung und mit kürzeren Transportwegen abgeschlossen werden. Aufgrund dieser Vorteile blühte das Geschäft in Trogen rasch auf, und Conrad Zellweger-Rechsteiner begann bald selber Textilien zu verarbeiten und zu vertreiben. So brachte es Laurenz Zellwegers Grossvater zu Wohlstand und er legte ein wichtiges Fundament für den weiteren wirtschaftlichen Aufstieg seiner Familie.
Der Vater von Laurenz Zellweger, Conrad Zellweger-Tanner (1659–1749), der zweitgeborene Sohn von Conrad Zellweger-Rechsteiner, baute nach der Übernahme des väterlichen Geschäftes den Reichtum der Familie Zellweger noch weiter aus. Conrad Zellweger-Tanner hatte in einem St. Galler Leinwandhaus in Lyon eine kaufmännische Ausbildung erhalten, lebte dann rund zehn Jahre in Frankreich und gründete nach seiner Rückkehr nach Trogen schliesslich 1717 eine eigene Niederlassung in Lyon, die hauptsächlich von seinen beiden jüngeren Söhnen Conrad Zellweger (1694–1771) und Johannes Zellweger (1695–1774) geführt und auch ausgebaut wurde. In Trogen wurde Conrad Zellweger-Tanner, wie schon seine Vorfahren, in wichtige Landesämter einberufen. Er war Landeshauptmann, Seckelmeister und Landesstatthalter. Dennoch soll der gläubige Protestant bescheiden und einfach gelebt haben.

### Jugend und Ausbildung
Laurenz Zellweger wollte sich entgegen dem Wunsch seiner Familie und im Gegensatz zu seinen Brüdern nicht zum Kaufmann ausbilden lassen. Die Eltern drängten ihn zunächst, Pfarrer zu werden, unterstützten dann aber seinen Wunsch, Medizin zu studieren. Diese Unterstützung war keine Selbstverständlichkeit. Sie legte bei Laurenz Zellweger den Grundstein für die Ehrfurcht und Verehrung, die er seinen Eltern zeit seines Lebens entgegenbrachte.
Zellweger wurde dann 1709 als Schüler zum Arzt und Naturforscher Johann Jakob Scheuchzer (1672–1733) in ein Lehrjahr geschickt. Im Rahmen von dessen siebter Alpenreise kam der junge Zellweger mit verschiedenen naturwissenschaftlichen Gebieten in Kontakt: Er machte meteorologische Beobachtungen, untersuchte verschiedene Arten von Wassern in den besuchten Bädern, schrieb Notizen zu Pflanzenarten und Gesteinsformationen auf und transkribierte Inschriften an Häusern und Monumenten. Die Anregungen, die Laurenz Zellweger auf dieser Alpenreise erhielt, wirkten sich auf seine spätere Tätigkeit und seine Faszination für die Naturwissenschaften aus. Mit Johann Jakob Scheuchzer blieb er in brieflichem Kontakt.
1710 begann Zellweger sein Medizinstudium an der Universität Leiden, wo 1713 seine Dissertation erschien. Hier lernte er seinen zweiten wichtigen Lehrer, den Universitätsdozenten, Mediziner und Botaniker Herman Boerhaave (1668–1738) kennen. Laurenz Zellweger verehrte Boerhaave und lernte von ihm, den Patienten vor allem zu beobachten und dann mit dem Verstand logische Schlüsse aus diesen Beobachtungen zu ziehen. In seiner Studienzeit in Leiden kam der junge Appenzeller auch mit Schriften aus England und den Ideen der Aufklärung in Kontakt. Über englische Studenten lernte er Addisons und Steeles The Spectator, Paradise Lost von John Milton und den Philosophen John Locke kennen. Nach einer Reise über Paris, auf der er den Historiker Johann Jakob Lauffer (1688–1734) kennen lernte und als Freund gewann, kehrte Zellweger Ende 1713 wieder nach Trogen zurück, wo er als junger Arzt eine Praxis eröffnete.

### Beruflicher und politischer Werdegang

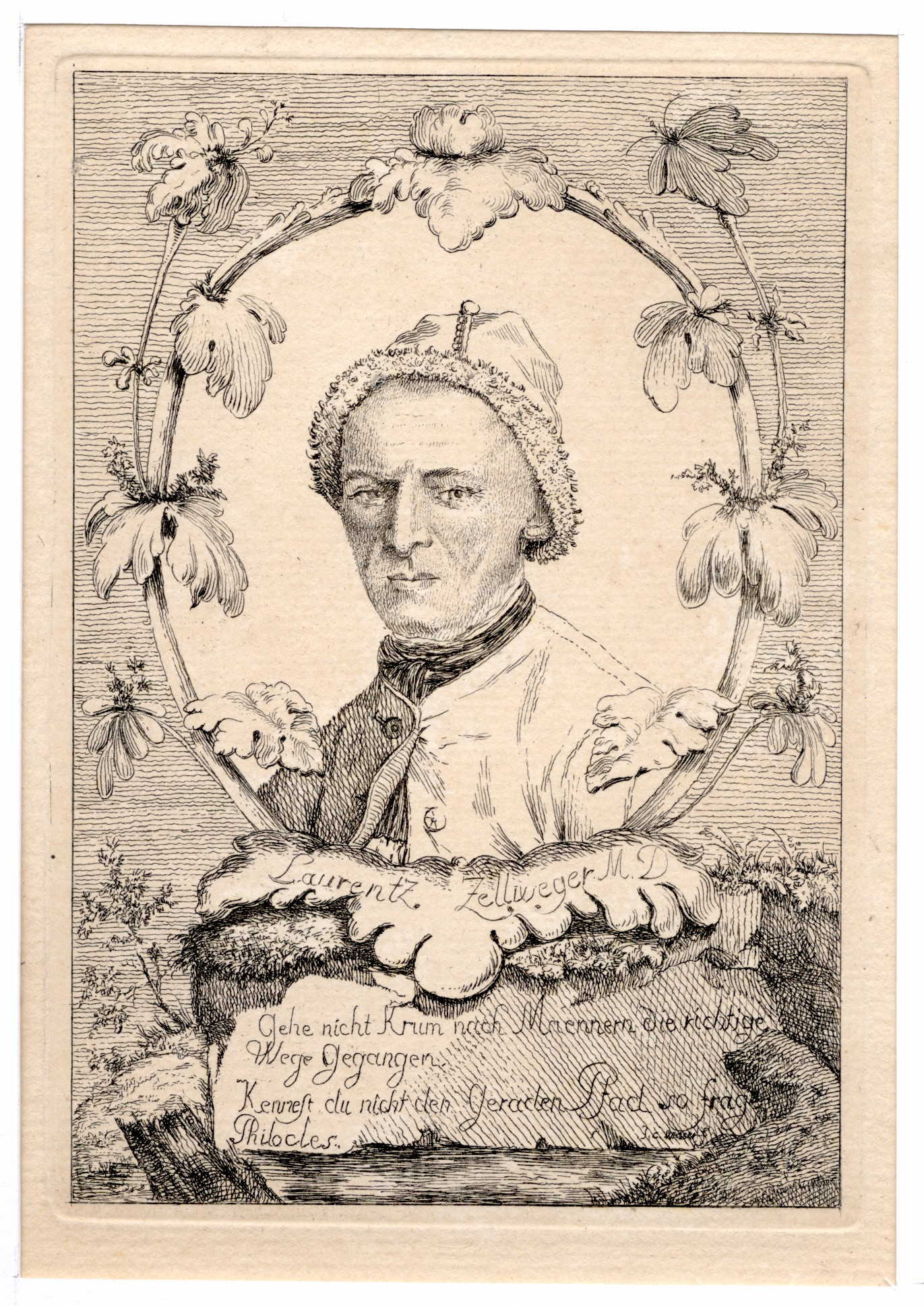
Laurenz Zellweger – J. C. Waser: Kupferstich, ca. 1760

In der ersten Zeit nach der Eröffnung seiner Praxis hatte Laurenz Zellweger Schwierigkeiten, das Vertrauen der Bevölkerung und damit Patienten zu gewinnen. Erst 1721 konnte er seinem Freund Johann Jakob Lauffer berichten, dass seine Praxis nun schon ganz gut besucht werde. Zellweger erarbeitete sich nach und nach einen Namen als bedeutender Arzt, sein Tätigkeitsbereich reichte von Urnäsch bis Rheineck. Zellweger arbeitete mit dem konsequenten Fokus auf Prävention und hatte bald den Ruf, für alles einen Rat zu wissen. Dieser gute Leumund führte dazu, dass Zellweger bisweilen bis zu fünfzig Visiten pro Tag zu bewältigen hatte. Besonders in schweren Fällen wurde Laurenz Zellweger immer wieder herbeigezogen. Sein Ruf als hervorragender Arzt gründete nicht zuletzt in seinen an der Universität Leiden erworbenen Fähigkeiten des Beobachtens und des geschickten Ausfragens der Patienten nach ihren Beschwerden. Zellweger war bald so geachtet, dass auch der schwedische Königshof ihn als Arzt nach Stockholm holen wollte. Auch die Rheinecker und seine Zürcher Freunde hätten ihn gerne bei sich gehabt. Doch Zellweger lehnte immer ab, er wollte seinen Vater und nach dessen Tod 1749 seine angestammte Heimat nicht verlassen.
Von Laurenz Zellweger sind kaum medizinischen Schriften überliefert. Er war denn auch nicht Forscher und Entdecker wie Johann Jakob Scheuchzer, vielmehr konzentrierte er sich auf das praktische Ausüben seines Berufes.
Wie seine Vorfahren und Geschwister hatte auch Laurenz Zellweger verschiedene Ämter zugunsten des Standes Appenzell Ausserrhoden zu bekleiden. 1723 wurde er von seinem Vater und dem Grossen Rat während einer Reise nach Schaffhausen zurück nach Trogen beordert, um dort das Landesarchiv zu ordnen. Für Zellweger, der seiner Lebenseinstellung zufolge stolz darauf war, von niemandem Befehle annehmen zu müssen und sich nur um seinen Beruf und seine Freunde kümmern wollte, war dies ein harter Einschnitt. Er stürzte sich dennoch in die Arbeit und übergab nach intensiven Schaffensjahren das neu eingerichtete Archiv 1729 wieder dem Grossen Rat. Obwohl er sich stark gegen erneute Dienste am Land zu wehren versuchte, wurde er 1726 Ratsherr und Gemeindeschreiber. 1728 wurde Zellweger Examinator, 1729–1732 Ausserrhoder Landeszeugherr und 1732–1734 Grossrat und Landesarchivar.
Infolge des Landhandels, einer innenpolitischen Auseinandersetzung um Zölle und um Macht und Ansehen zwischen den Ausserrhoder Familien Wetter und Tanner/Zellweger, wurde Zellweger als Parteigänger der sogenannten «Linden», denen sein Vater, ein Mitglied der Landesregierung, als Haupt vorstand, von allen Ämtern verbannt. Laurenz Zellweger widmete sich infolge dieser Zäsur daraufhin ganz seinem Hauptberuf als Arzt, seinen Studien sowie seinem Briefwechsel mit Johann Jakob Bodmer (1698–1783) und dessen Freundeskreis. Die Unruhen um den Landhandel hatten ihn aber auch dazu motiviert, die erlebten Geschehnisse aufzuschreiben. Mit der Zeit weitete sich diese Tätigkeit, Historisches aus dem Appenzellerland zu erforschen und niederzuschreiben, immer mehr aus.

### Privatleben

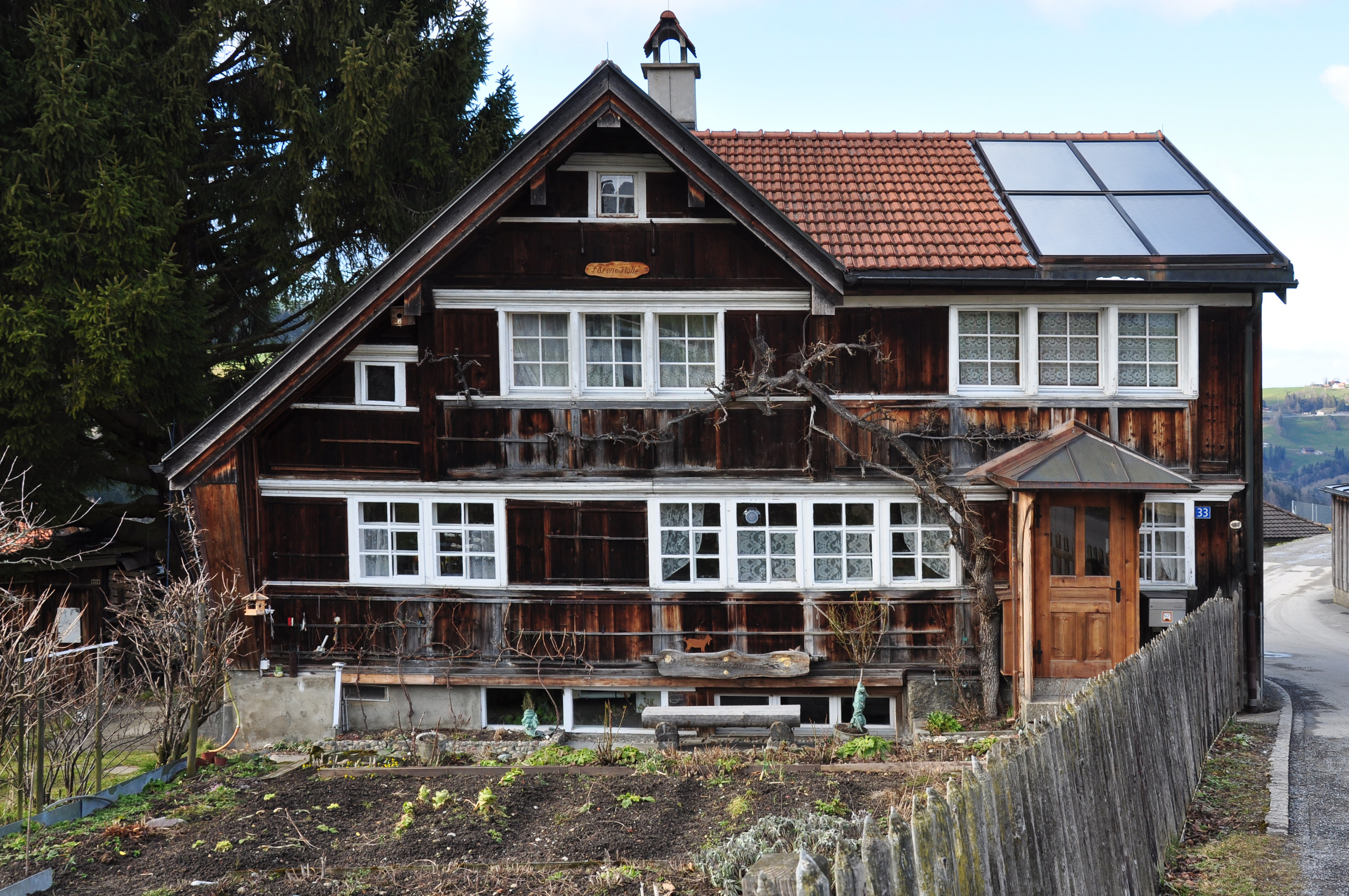
«Förene Hütte»

In seinem Nachruf beschrieb Johann Caspar Hirzel (1725–1803) Laurenz Zellweger als mageren, grossen Mann, «bräunlich von Ansehen», mit ernsthafter und nachdenklicher Mine und so gekleidet, dass man ihn «von dem gemeinen Mann kaum unterschied». Diese Erscheinung schien viele auf den ersten Blick abgeschreckt zu haben, «aber man entdeckte bald etwas einnehmendes Menschenliebendes in seinen Zügen». Bei ersten Begegnungen soll Laurenz Zellweger schüchtern und zurückhaltend gewesen sein, mit der Zeit habe er sich dann aber jeweils redseliger und belebter gezeigt und soll auch gescherzt haben. «Immer war er zufrieden und vergnügt […].»
Laurenz Zellweger blieb sein Leben lang ledig, er wollte nicht heiraten. Zu Lauffer sagte er 1719 einmal, dass eine Heirat für ihn ausgeschlossen sei. Er wollte aus „Liebe zu seiner Freiheit“ ledig bleiben. Nur einmal, als er sich im Alter vor Schmerzen kaum mehr bewegen konnte und stets auf fremde Hilfe angewiesen war, fand er, dass eine Ehefrau nicht zu verachten wäre. Zellweger war seinem Geburts- und Heimatort sehr treu: Trogen blieb das gesamte Leben lang sein Dreh- und Angelpunkt. Nach seiner Rückkehr aus Holland 1713 verliess er den Ort bis zu seinem Tod nie mehr länger als für Kurzaufenthalte bei Freunden in St. Gallen, Winterthur, Zürich oder Schaffhausen sowie für Kuraufenthalte in Hohenems. Er wohnte lange bei seinen Eltern, erwarb nach dem Tod seines Vaters 1749 das kleine Holzhaus am Landsgemeindeplatz, die «förene Hütte». An deren Standort baute Laurenz Zellwegers Neffe Jakob Zellweger-Wetter (1723–1808) in den 1760er Jahren einen Steinpalast, das heutige Gemeindehaus. Die «förene Hütte» wurde rund 500 Meter hangabwärts verschoben, wo sie heute noch steht.

### Briefwechsel

Quodlibet – Johann Caspar Füssli: Öl auf Leinwand, um 1757

Die Freundschaft mit dem Zürcher Literaten und Lehrer für Helvetische Geschichte, Johann Jakob Bodmer (1698–1783) bildete den Grundstein für Zellwegers Freundeskreis, mit dem er regelmässig brieflich korrespondierte. Dieser Freundeskreis begann sich ab 1721 durch den Kontakt mit der «Gesellschaft der Mahlern» und mit dem Chorherren Johann Jakob Breitinger (1701–1776) zu etablieren. Nebst Bodmer kamen immer mehr Korrespondenzpartner hinzu, unter den rund 60 Briefpartnern von Laurenz Zellweger waren der Arzt Johann Caspar Hirzel (1725–1803) und dessen Lehrer und enger Vertrauter Johannes Gessner (1709–1790), der Kanzlist Johann Jakob Leu (1789–1768), die Brüder Leonhard und Johannes Meister, der Maler Johann Caspar Füssli (1706–1782) und der Dichter Salomon Gessner (1730–1788). In diesem Umfeld tauchten auch Friedrich Gottlieb Klopstock (1724–1803), Christoph Martin Wieland (1733–1813) und Ewald Christian von Kleist (1715–1759) auf. Ebenfalls in Kontakt mit den Zürchern und mit Zellweger standen die Winterthurer Martin Künzli (1709–1765), Johann Heinrich Waser (1713–1777) und Johann Georg Sulzer (1720–1779). Zum Freundeskreis gehörten weiter auch Persönlichkeiten aus St. Gallen wie der Jurist und Stadtschreiber Georg Zörnlin, der Historiker Jakob Wegelin (1721–1791), der Spitalschreiber Daniel Högger (1706–1784) und der Stiftsbibliothekar Pater Pius Kolb (1712–1762). Interessant an diesen Korrespondenzpartnern ist, dass die meisten eine, einige fast zwei Generationen jünger waren als Zellweger.
Hauptkorrespondenzpartner für Laurenz Zellweger war Johann Jakob Bodmer. Bodmer und Zellweger tauschten zu Beginn ihrer Freundschaft hauptsächlich Bücher aus, beispielsweise Paradise Lost von John Milton, das Bodmer ins Deutsche übersetzte. Nach dem Muster von Joseph Addisons The Spectator gaben Zellweger und Bodmer von 1721 bis 1723 zudem ebenfalls eine moralische Wochenzeitschrift, Die Discourse der Mahlern, heraus. Der Stadtzürcher und der Appenzeller wurden zu engen Vertrauten und schrieben sich zwischen 1723 und 1764, also während mehr als 40 Jahren, regelmässig Briefe, die zum Teil im Rhythmus von drei Tagen zwischen Zürich und Trogen hin und her geschickt wurden. Von diesen zahlreichen Schreiben sind heute noch 820 Briefe erhalten. Für Bodmer wie auch für Zellweger stellte dieser Briefwechsel der Wichtigste in ihrem Gelehrtenleben dar.
Aus dieser Freundschaft ergab sich auch, dass fast jedes Jahr eine Gruppe Zürcher für einige Wochen in Trogen zur Molken- und Schottenkur zusammenkam. Im Briefwechsel ist 1735 das erste Mal von Molken oder Schotten die Rede. Bodmer berichtet darin, dass seine Gesundheit auf Grund eines «Gemüths-Mistrübnis» gelitten habe. Zellweger rät ihm darauf, dass er diesen, heutzutage wohl als Depression zu bezeichnenden, Gemütszustand mit einer Reise ins Appenzellerland kurieren könnte. 1737 reiste Bodmer mit seiner Frau zur Schottenkur nach Trogen, nachdem Zellweger auf Grund der bisher immer leeren Versprechen Bodmers allmählich enttäuscht reagiert hatte. Die darauf folgenden vier Wochen Aufenthalt in Trogen lobte Bodmer nach seiner Rückkehr in den höchsten Tönen. Der Aufenthalt an der frischen Luft und auf den Hügeln des Appenzellerlandes waren für Bodmer, den am «Getümmel der Welt» leidenden Stadt-Zürcher, eine Oase des Rückzugs, ein Ort, der das Denken anrege. Mit diesem Besuch erlangte Zellweger in Bodmers Augen seinen Status als Autoritätsperson.
Zellweger propagierte in seiner Kur, dass das Molkentrinken gut sei für die Entschlackung und dass man die Schotten dazu jeweils frühmorgens, immer zur gleichen Zeit, einnehmen sollte. Zusätzlich war Bewegung an der frischen Luft nötig, was oft im Besteigen des Gäbris, des «Hausbergs» von Trogen, erfüllt wurde. Die Praxis der Molkenkur hielt bis nach dem Tod Zellwegers an. Zellweger relativierte aber die Wirkung der Molkenkuren auch immer wieder und war der Meinung, dass die Molke nicht plötzlich alles Übel entfernen könne, vielmehr gehe es darum, allgemein besser auf die Gesundheit zu achten und sich nicht zu schaden.

Unter den Anhängern von Bodmer, die jeweils mit zur Kur fuhren, befanden sich etwa Friedrich Gottlieb Klopstock oder auch Christoph Martin Wieland. In der «förenen Hütte» von Laurenz Zellweger besangen dann Bodmer und seine «Jünger» in Oden und Epen den Weisen Laurenz Zellweger, den sie «Philocles», «der für seine Freunde Berühmte», nannten. Bodmer veröffentlichte 1747 die Ode an Philokles, eine Laudatio auf Zellweger und dessen Heimat Appenzell. Die Ode schildert einerseits die Landschaft, andererseits aber auch den moralischen Charakter der Einwohner. Es entsteht in dieser Ode ein Gegenbild zu den Verhältnissen in der Stadt. Auch die anderen Freunde von Zellweger lobten den Freiheitsdrang und den Patriotismus der Appenzeller, deren trockenen Witz und die urdemokratische Institution der Landsgemeinde. In den Augen der Zürcher Gäste wurde die Unverbrauchtheit des Appenzellerlandes zum idyllischen Gegenpol der Grossstadt Zürich stilisiert. Im Rahmen dieser Kuren entstand auch das Quodlibet, ein Trompe-l’œil-Gemälde. Auf diesem Gemälde von Johann Caspar Füssli werden einige der «Schottenbrüder» mit antiken Grössen in Verbindung gebracht und zu Pendants zusammengefügt. Dabei entstehen die Paarungen Johann Jakob Bodmer und Sokrates, Salomon Gessner und Platon, Johann Caspar Hirzel und Hippokrates, Johann Caspar Füssli und Melanthus und Laurenz Zellweger und Homer. Den Spruch «Gehe nicht krumm nach mannen die | richtige Wege gegangen, | kennst du nicht den geraden pfad, so | frage PHILOCLES», der unter dem Bildnis von Laurenz Zellweger steht, schrieb Bodmer unter eine Skizze von Füssli. Die Skizze, die Zellweger zeigt, hatte Füssli auf ein Papier gemalt, das zum Abdecken des Honigtopfs verwendet wurde, wie der Arzt Johann Georg Schläpfer im 19. Jahrhundert aus mündlicher Überlieferung noch weiss: 

«Als er [Laurenz Zellweger] sie einst mit ächter Apenzeller Speise, nemmlich Landhonig auf Butterbrod bewirthete, zeichnete der Mahler Füßli sein Portrait mit Schnelligkeit auf den papierenen Dekel des Honighafens, in seiner ländlichen Tracht und Mütze, welcher Einfall den übrigen Gästen so wohl gefiel, daß es in Kupfer gestochen wurde, mit der Unterschrift von Bodmer.»

 Spruch und Bildnis wurden später mehrmals reproduziert.

## Rezeption und Nachwirkung
Die «Schottengesellschaft» hinterliess in Trogen auch nach dem Tod von Laurenz Zellweger weitere Spuren. Laurenz Zellwegers Neffe Johannes Zellweger-Hirzel (1730–1802) wurde Mitglied und späterer Präsident der Helvetischen Gesellschaft. Er war mit der Schwester von Johann Caspar Hirzel, Anna Hirzel (1732–1802), verheiratet. Einer der Söhne von Anna und Johannes Zellweger-Hirzel, Johann Caspar Zellweger-Gessner, Historiker, Philanthrop, Kaufmann, Gründer verschiedener Schulen und Bauherr des Fünfeckpalasts in Trogen, heiratete die Tochter von Salomon Gessner. Johann Caspar Zellweger-Gessner lud u. a. 1835 die Schweizerische Gemeinnützige Gesellschaft nach Trogen ein. 118 Männer aus allen Ecken der Schweiz fanden dabei den Weg ins Appenzellerland, wo sie im Festsaal des Privathauses von Jakob Zellweger-Zuberbühler (1770–1821), dem heutigen Obergerichtssaal des Trogner Rathauses, tagten.
Molkenkuren kamen als Folge der über den Bodmer- und Zellweger-Kreis hinausgehenden Molken-Kult-Welle in der zweiten Hälfte des 18. Jahrhunderts auch in den appenzellichen Orten Gais, in Weissbad, Gonten und Herisau in Mode.
Der Kreis um Laurenz Zellweger und Johann Jakob Bodmer hatte auch grossen Einfluss auf das Prägen eines Appenzellbildes, das bis heute vorherrscht. Das Appenzellerland wurde in Verbindung gesetzt mit einem Land der Freiheit, das ein gesundes Leben im Einklang mit der Natur erlaubte, das bevölkert wird von Menschen, die sich nicht unterdrücken lassen, die weise und schlagfertig sind und im Zeitalter von Perücke und Puder noch ungekünstelt echt leben. Appenzell Ausserrhoden wurde in diesem Kreis um die Zürcher Aufklärer, begleitend zur Rezeption der Antike, zu einem neuen Arkadien. Das Bild vom Appenzellerland als Land der Molke, der frischen Luft, mit Kühen, Bergen, Käse und dem Appenzeller Witz ist geblieben. Das Bild von Appenzell als Land der Freiheit, der wahren Demokratie, des erleuchteten Geistes unter Hirten hingegen ist mehrheitlich wieder verschwunden.

## Schriften
- De nutritione animali. Joh. Arnoldum Langerak, Leiden 1713. (Dissertation)
- Carl le Brun, Horace le Blanc [Laurenz Zellweger]: XI. Discours. In: Johann Jakob Bodmer, Johann Jakob Breitinger (Hg.): Die Discourse der Mahlern. Erster Theil. Joseph Lindinner, Zürich 1721, o. S. (online)
- Carl le Brun, Horace le Blanc [Laurenz Zellweger]: XVII. Discours. In: Johann Jakob Bodmer, Johann Jakob Breitinger (Hg.): Die Discourse der Mahlern. Dritter Theil. Joseph Lindinner, Zürich 1722, S. 129–136. (online).
- Lettre d’un Anonyme Alpicole, à l’Auteur de l’Essai Philosophique sur la nature des Etres Spirituels. In: Mercure Suisse. Mai 1745, S. 411–441. (online).
- Kurze Beschreibung des Acker= oder Feldbaues im Land Appenzell. In: Abhandlungen der Naturforschenden Gesellschaft Zürich. Heidegger, Bd. 1, Zürich 1761, S. 116–132. (online). Abgerufen am 6. Mai 2014.
- Versuch einiger physicalisch und naturwissenschaftlicher Betrachtungen. In: Abhandlungen der Naturforschenden Gesellschaft Zürich. Bd. 2. Heidegger, Zürich 1764, S. 309–360. (online).
- Herrn Doctor Zellwegers patriotischer Abschied von der Helvetischen Gesellschaft. In: Johann Caspar Hirzel: Denkmal Herrn Doctor Laurenz Zellweger aus Trogen im Appenzeller-Land. Heidegger, Zürich 1765, S. 1–48. (online).
- Über die Auferziehung der Kinder im Appenzellerland. In: Schweitzersches Museum. Jg. 2 Heft 4 (1784), S. 894–901. (online).

## Ungedruckte Quellen
- Johann Georg Schläpfer: Lucubrationen oder wissenschaftliche Abhandlungen. Trogen 1829, Band 1. (online).
- Victor Eugène Zellweger: Chronik der Familie Zellweger von Trogen. Trogen 1891–ca. 1930. (In der Kantonsbibliothek Appenzell Ausserrhoden)